# Кочетова Олександра Дормідонтівна
Кочетова Олександра Дормідонтівна (Кочетова-Александрова; уродж. Соколова, 1833, Санкт-Петербург — 1902, Москва) — російська оперна співачка (колоратурне сопрано).
Сестра професора архітектури Д. Д. Соколова.
Народилася в Санкт-Петербурзі 13 жовтня 1833 в родині священика. Дитинство і юність провела в Берліні, де навчалася співу у Тешнер. У 1853 році, після смерті батька, повернулася в Санкт-Петербург, де, завдяки А. Г. Рубінштейну, незабаром стала придворною співачкою великої княгині Олени Павлівни. Вдосконалюючись у вокальному мистецтві під керівництвом Ронконі, вона неодноразово виступала в приватних концертах. Вийшовши заміж за директора Головного архіву Морського міністерства Р. І. Кочетова (1821—1867?), протягом семи років, до смерті чоловіка, не з'являлася на сцені. Повернувшись на артистичні терени, співала спочатку в Росії, в концертах Російського музичного товариства та через два роки — за кордоном. Маючи видатний по красі голос, рідкісну музикальність і приємну зовнішність, вона мала величезний успіх серед німецької публіки.
З моменту заснування Московської консерваторії в 1865 році, протягом тринадцяти років вона була в ній професором співу, після чого присвятила себе приватній викладацькій діяльності. У числі її учнів були її дочка Зоя, а також: Корякін, Додонов, Хохлов, Святловський, Левицька, Ростовцева, Слатіна, Кадміна, Кніппер; Трояновський і Амфітеатров.
Померла 4 листопада 1902 року. Похована на Старому Донському кладовищі в Москві.